# Hypogastrura capitata
Hypogastrura capitata är en urinsektsart som beskrevs av Cassagnau och Delamare Deboutteville 1955. Hypogastrura capitata ingår i släktet Hypogastrura och familjen Hypogastruridae. Inga underarter finns listade i Catalogue of Life.